# Phenacolepas cinnamonea
Phenacolepas cinnamonea is een slakkensoort uit de familie van de Phenacolepadidae. De wetenschappelijke naam van de soort is voor het eerst geldig gepubliceerd in 1846 door Gould.